# 王若望
王若望（おう　じゃくぼう、1918年2月4日 - 2001年12月19日）は、中華人民共和国の作家。江蘇省武進県生まれ。本名は王寿華。

## 生涯
1933年、上海で製薬工場の徒弟工になり、共産主義青年団、中国左翼作家連盟に加入して、創作を始める。1934年、ストライキに参加したため、国民政府に逮捕、懲役10年の刑を受ける。日中戦争がはじまると、国共合作成立によって1937年8月に釈放され、延安に行き、同年10月、中国共産党に入党する。武漢『新華日報』特約通信員を経て、山東解放区に移り、1943年、山東『大衆日報』に「毛沢東の物語」を連載した。1944年、思想傾向が批判され、「スパイ」の嫌疑がかかるが、後に疑いは晴れた。
中華人民共和国建国後、上海総工会宣伝部副部長、華東局文芸処副処長、上海ディーゼルエンジン工場工場長、上海作家協会党組理事、『文芸月報』副主編を歴任した。1957年、「間違いである」「セクト主義の古い根っこを切り落とせ」などの雑文によって、反右派闘争で「右派」とされ、農村に送られて労働改造処分を受ける。彼を批判することを拒絶した妻は、激しい迫害を受け、精神病を患って死亡する。1962年、大躍進政策を批判する小説「ある大鍋の物語」を執筆したため、再度名指し批判されて、文化大革命時には残酷な迫害を受けて4年間監禁された。
1979年、名誉回復。『上海文芸』編集部副主任となる。その後、10編の短編小説を含む220編の文章を発表するが、多くが極左的風潮を批判するものだった。そのため、ブルジョワ自由化を吹聴し、党の四つの基本原則に公然と反対したと党内保守派に睨まれた。1987年1月、方励之、劉賓雁とともに党を除名される。1989年、民主化運動に参加したとして、天安門事件後に逮捕され、14か月投獄された。1992年、アメリカに亡命。2001年12月19日、肺がんのためアメリカ・ニューヨークで死去した。享年83。
1991年4月、香港の明報出版社から出版された『王若望自伝』が有名である（第2巻は1992年6月出版、いずれも邦訳なし）。